# 지방도 제1034호선
지방도 제1034호선(유림 ~ 성산선)은 대한민국 경상남도 함양군 유림면 유림삼거리와 창녕군 성산면 방리삼거리를 잇는 경상남도의 지방도이다. 함양군 유림면에서 국가지원지방도 제60호선과 분기하면서 시작되고, 거창군 신원면 ~ 합천군 봉산면 구간에서는 국도 제59호선과 중복된다. 또한 경남 합천군 봉산면에서는 국도 제24호선, 국도 제26호선, 국도 제59호선과 중복되고, 합천읍~율곡면 구간에서는 국도 제24호선, 국도 제33호선과 중복되기도 하며, 쌍책면 구간에서는 지방도 제907호선, 창녕군에서는 국가지원지방도 제67호선과 교차한다. 성산면에서 국도 제20호선을 만나면서 종료된다.

## 연혁
- 1988년 12월 26일 : 합천댐 건설로 인해 거창군 신원면 수원리 ~ 합천군 봉산면 압곡리 구간(구 지방도 제1084호선) 이설[1]
- 2001년 6월 28일 : 거창군 신원면 덕산리 ~ 남상면 둔동리 3.1km 구간 개통[2]
- 2003년 2월 20일 : 노선 폐지 및 재지정[3][4]
- 2009년 10월 15일 : 지방도 노선 조정[5]
- 2019년 9월 11일 : 신원 ~ 생초간 도로(산청군 생초면 항양리 ~ 거창군 남상면 둔동리) 2.64km 구간 신설 개통[6]

## 주요 경유지
- 함양군
  - 유림면 유림삼거리 - 화촌리 - 유림초등학교 - 국계리 - 대궁리 - 수유교
  - 수동면 수유교 - 본동 교차로 - 강정 교차로 - 본통교 - 생초터널(904m)

- 산청군
  - 생초면 생초터널(904m) - 고읍교 - 고읍 교차로 - 평촌 교차로 - 생초 나들목 - 고읍교 - 생초삼거리 - 생초시외버스터미널 - 생초국제조각공원 - 생초면사무소 - 어외교 - 초곡교 서단 - 어서리 - 노은리 - 생초초등학교 구평분교(폐교) - 구평리 - 향양교 - 향양리

- 거창군
  - 남상면 둔동리
  - 신원면 덕산리 - 청수리 - 과정리 - 남거창 나들목 - 과정삼거리 - 구사리 - 율원초등학교 (폐교) - 양지삼거리 - 인풍교 - 양지리 - 수덕리 - 수원삼거리

- 합천군
  - 봉산면 노곡리 - 양지리 - 고삼리 - 봉계리 - 거안삼거리 - 합천중학교 봉산분교(폐교) - 봉산정류소 - 김봉리 - 봉산교 - 봉산삼거리 - 압곡교 - 권빈삼거리 - 권빈리 - 송림리 - 송림교 - 계산교 - 계산리
  - 합천읍 인곡리 - 남정초등학교 장인분교(폐교) - 장계리 - 장성교 - 서산리 - 합천소방서 - 서산교 - 합천유치원 - 합천군보건소 - 합천우체국 - 합천리 - 군청 교차로 - 합천시외버스터미널 - 중앙 교차로 - 제2합천교 - 영창리 - 금양 교차로 - 금양교
  - 율곡면 율진 교차로 - 율진교 - 제내리 - 영전교 - 영전2 교차로 - 율곡 교차로 - 낙민 교차로 - 낙민리 - 두사교 - 두사리 - 내천리 - 내천교
  - 쌍책면 내천교 - 건태리 - 하신리 - 하신교 - 하신삼거리 - 사양삼거리 - 사양리
  - 덕곡면 율원리 - 율원삼거리 - 본곡리 - 장리교 - 덕곡중학교(폐교) - 덕곡초등학교 - 장리 - 병배리 - 율지리 - 율지교

- 창녕군
  - 이방면 율지교 - 장천리 - 장천초등학교 - 창녕옥야중학교, 창녕옥야고등학교 - (이방약국) - 거남리
  - 대합면 대곡리 - 내울리 - 도개리 - 대동리 - 합산삼거리 - 등지리 - 등지 교차로 - 십이저수지 - 십이리 - 면사무소앞 교차로
  - 성산면 성산중학교 - 정녕리 - 냉천삼거리 - 냉천리 - 석정교 - 성산면사무소 - 운봉교 - 운봉리 - 방리 - 방리삼거리

## 중복 구간
- 함양군 수동면 본동 교차로 ~ 산청군 생초면 생초시외버스터미널 : 국도 제3호선과 중복
- 거창군 신원면 과정삼거리 ~ 합천군 봉산면 봉산삼거리 : 국도 제59호선과 중복
- 거창군 신원면 양지삼거리 ~ 수원삼거리 : 지방도 제1089호선과 중복
- 합천군 봉산면 봉산삼거리 ~ 권빈삼거리 : 국도 제24호선, 국도 제26호선과 중복
- 합천군 합천읍 금양 교차로 ~ 율곡면 율진 교차로 : 국도 제33호선과 중복
- 합천군 율곡면 영전2 교차로 ~ 낙민 교차로 : 국도 제24호선과 중복
- 합천군 쌍책면 하신삼거리 ~ 사양삼거리 : 지방도 제907호선과 중복

## 도로명
- 함양군 유림면 유림삼거리 ~ 수동면 본동 교차로 : 천왕봉로
- 함양군 수동면 본동 교차로 ~ 생초터널 : 거함대로
- 산청군 생초면 토현교 ~ 생초터널 산청대로
- 산청군 생초면 고읍 교차로 ~ 생초삼거리 : 경호로
- 산청군 생초면 생초삼거리 ~ 생초시외버스터미널 : 산수로
- 산청군 생초면 생초시외버스터미널 ~ 초곡교 서단 : 생초로
- 산청군 생초면 초곡교 서단 ~ 향양리 : 새실로
- 거창군 신원면 덕산리 ~ 과정삼거리 : 청수로
- 거창군 신원면 과정삼거리 ~ 수원삼거리 : 신차로
- 거창군 신원면 수원삼거리 ~ 합천군 봉산면 봉산삼거리 : 서부로
- 합천군 봉산면 봉산삼거리 ~ 권빈삼거리 : 영서로
- 합천군 봉산면 권빈삼거리 ~ 합천읍 합천유치원 : 인덕로
- 합천군 합천읍 합천유치원 ~ 군청 교차로 : 동서로
- 합천군 합천읍 군청 교차로 ~ 금양 교차로 : 대야로
- 합천군 합천읍 금양 교차로 ~ 율곡면 율진 교차로 : 합천대로
- 합천군 율곡면 율진 교차로 ~ 영전2 교차로 : 제내로
- 합천군 율곡면 영전2 교차로 ~ 낙민 교차로 : 동부로
- 합천군 율곡면 낙민 교차로 ~ 쌍책면 사양삼거리 : 황강옥전로
- 합천군 쌍책면 사양삼거리 ~ 덕곡면 율지교 : 오광대로
- 창녕군 이방면 율지교 ~ 대합면 합산삼거리 : 이방대합로
- 창녕군 대합면 합산삼거리 ~ 등지리 : 평지퇴산로
- 창녕군 대합면 등지리 ~ 십이저수지 : 팔문동길
- 창녕군 대합면 십이저수지 ~ 면사무소앞 교차로 : 십이리길
- 창녕군 대합면 면사무소앞 교차로 ~ 성산면 성산중학교 : 창한로
- 창녕군 성산면 성산중학교 ~ 방리삼거리 : 성산로